# Ficus macilenta
Ficus macilenta är en mullbärsväxtart som beskrevs av George King. Ficus macilenta ingår i släktet fikonsläktet, och familjen mullbärsväxter. Inga underarter finns listade i Catalogue of Life.